# Koliba w Smytniej
Koliba w Smytniej (Mnichowa Dziura) – jaskinia, a właściwie schronisko, w Dolinie Kościeliskiej w Tatrach Zachodnich. Wejście do niej znajduje się w Raptawickim Murze, którego ściany opadają do Doliny Smytniej, w pobliżu Spadzistego Żlebu, na wysokości 1593 metrów n.p.m. Jaskinia jest pozioma, a jej długość wynosi 5,5 metrów.

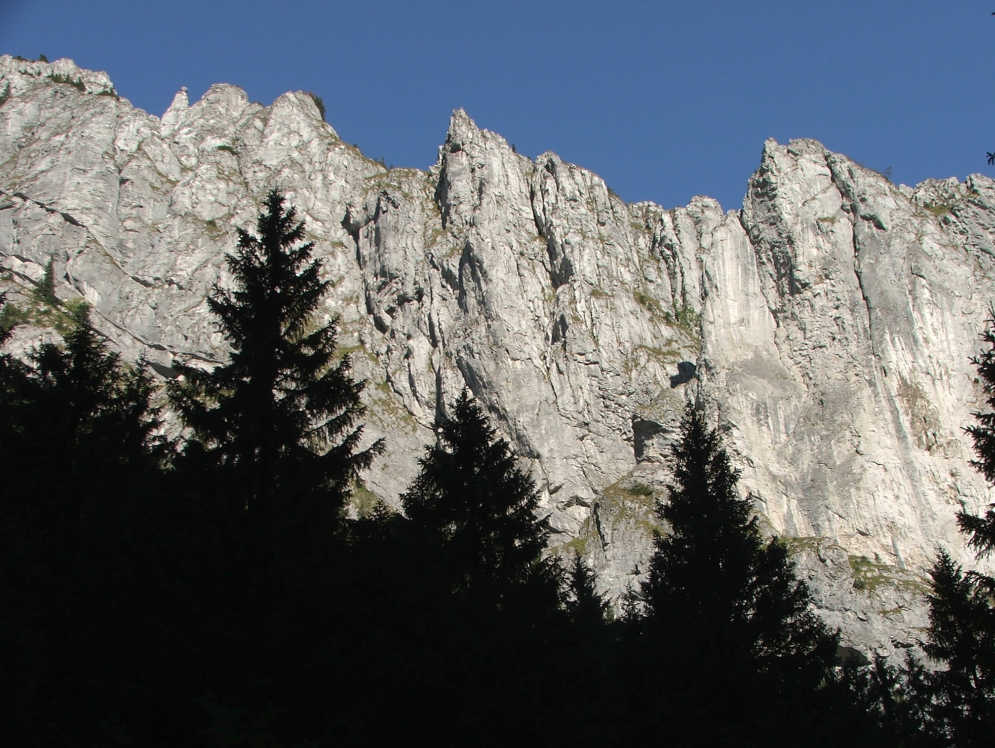
Raptawicki Mur

## Opis jaskini
Jaskinię stanowi obszerna sala, do której prowadzi duży otwór wejściowy. Odchodzi od niej krótki korytarzyk  z zaciskiem, za którym znajduje się niewielka salka z zawaliskiem.

## Przyroda
W jaskini brak jest nacieków. Ściany są suche, rosną na nich porosty i mchy.

## Historia odkryć
Jaskinia była znana od dawna. Pierwszy jej plan i opis sporządziła I. Luty przy pomocy M. Połońskiego w 1979 roku.